# 董国权
董国权（1913年—？），男，奉天（今辽宁）沈阳人，中国皮肤病学家，曾任中国医科大学附属第一医院院长、教授、博士生导师。